# Helius bifurcus
Helius bifurcus är en tvåvingeart som beskrevs av Alexander 1956. Helius bifurcus ingår i släktet Helius och familjen småharkrankar. Inga underarter finns listade i Catalogue of Life.